# Hertha Berliner Sport-Club 1989-1990
Questa voce raccoglie le informazioni riguardanti l'Hertha Berliner Sport-Club nelle competizioni ufficiali della stagione 1989-1990.

## Stagione
Nella stagione 1989-1990 l'Hertha Berlino, allenato da Werner Fuchs, concluse il campionato di 2. Bundesliga al 1º posto. In Coppa di Germania l'Hertha Berlino fu eliminato al primo turno dal Gütersloh.

## Rosa
| N. |                     | Ruolo | Calciatore           |
| -- | ------------------- | ----- | -------------------- |
|    | Germania (bandiera) | P     | Walter Junghans      |
|    | Germania (bandiera) | D     | Dirk Greiser         |
|    | Norvegia (bandiera) | D     | Jan-Halvor Halvorsen |
|    | Germania (bandiera) | D     | Robert Holzer        |
|    | Germania (bandiera) | D     | Michael Jakobs       |
|    | Germania (bandiera) | D     | Eugen Kaminski       |
|    | Germania (bandiera) | D     | Frank Mischke        |
|    | Germania (bandiera) | D     | Christian Niebel     |
|    | Germania (bandiera) | D     | Daniel Scheinhardt   |
|    | Germania (bandiera) | C     | Torsten Gowitzke     |
|    | Germania (bandiera) | C     | Theo Gries           |

| N. |                     | Ruolo | Calciatore        |
| -- | ------------------- | ----- | ----------------- |
|    | Germania (bandiera) | C     | Oliver Holzbecher |
|    | Germania (bandiera) | C     | Wolfgang Patzke   |
|    | Germania (bandiera) | C     | Jürgen Rinke      |
|    | Germania (bandiera) | C     | Marco Zernicke    |
|    | Germania (bandiera) | A     | Fred Klaus        |
|    | Germania (bandiera) | A     | Sven Kretschmer   |
|    | Germania (bandiera) | A     | Axel Kruse        |
|    | Germania (bandiera) | A     | Stephan Kuhlow    |
|    | Germania (bandiera) | A     | Dirk Kurtenbach   |
|    | Germania (bandiera) | A     | Mike Lünsmann     |
|    | Germania (bandiera) | A     | René Unglaube     |

## Organigramma societario
Area tecnica
- Allenatore: Werner Fuchs
- Allenatore in seconda: Hans Eder
- Preparatore dei portieri:
- Preparatori atletici:

## Calciomercato

### Sessione estiva
| Acquisti | Acquisti             | Acquisti               | Acquisti |
| R.       | Nome                 | da                     | Modalità |
| -------- | -------------------- | ---------------------- | -------- |
| A        | René Unglaube        | 1. FC Frankfurt (Oder) |          |
| A        | Fred Klaus           | Amburgo                |          |
| A        | Axel Kruse           | Hansa Rostock          |          |
| C        | Mika Aaltonen        | Bologna                |          |
| D        | Jan-Halvor Halvorsen | Start                  |          |
| A        | Stephan Kuhlow       | Reinickendorfer Füchse |          |

| Cessioni | Cessioni            | Cessioni         | Cessioni |
| R.       | Nome                | a                | Modalità |
| -------- | ------------------- | ---------------- | -------- |
| D        | Taşkın Aksoy        | Boluspor         |          |
| D        | Dieter Brefort      | Blau-Weiß Berlin |          |
| D        | Alf Fistler         | Aarau            |          |
| C        | Thomas Freudenstein | Hessen Kassel    |          |

### Sessione invernale
| Acquisti | Acquisti      | Acquisti         | Acquisti |
| R.       | Nome          | da               | Modalità |
| -------- | ------------- | ---------------- | -------- |
| D        | Robert Holzer | Blau-Weiß Berlin |          |

| Cessioni | Cessioni       | Cessioni             | Cessioni |
| R.       | Nome           | a                    | Modalità |
| -------- | -------------- | -------------------- | -------- |
| C        | Mika Aaltonen  | TPS                  |          |
| A        | Helmut Rombach | Alemannia Aquisgrana |          |
| C        | Stephan Täuber | Darmstadt            |          |

## Risultati

### 2. Bundesliga

#### Girone di andata
| Arbitro: | Albrecht |

|                                 |           |  |
| Kurtenbach 69’ Gries 89’ (rig.) | Marcatori |  |

| Darmstadt 6 agosto 1989, ore 15:00 CEST 2ª giornata | Darmstadt | 0 – 0 referto | Hertha Berlino | Stadion am Böllenfalltor (4 000 spett.)\| Arbitro: \| Malbranc \| |
| Arbitro:                                            | Malbranc  |               |                |                                                                   |

| Arbitro: | Barnick |

|            |           |  |
| Patzke 76’ | Marcatori |  |

| Arbitro: | Führer |

|                                              |           |                          |
| Vollmer 10’ Hjelm 35’ Schwartz 62’ Imhof 72’ | Marcatori | 32’ Lünsmann 38’ Greiser |

| Arbitro: | Kasper |

|                             |           |           |
| Gries 61’ Kuhlow 76’ (rig.) | Marcatori | 38’ Kober |

| Arbitro: | Föckler |

|  |           |                           |
|  | Marcatori | 4’ Rinke 40’ (rig.) Gries |

| Arbitro: | Wiesel |

|                       |           |                             |
| Gries 17’ Greiser 55’ | Marcatori | 8’ Anderbrügge 70’ Borodjuk |

| Meppen 9 settembre 1989, ore 15:00 CEST 8ª giornata | Meppen | 0 – 0 referto | Hertha Berlino | Hindenburgstadion (4 000 spett.)\| Arbitro: \| Aust \| |
| Arbitro:                                            | Aust   |               |                |                                                        |

| Arbitro: | Assenmacher |

|             |           |              |
| Greiser 23’ | Marcatori | 77’ Andresen |

| Arbitro: | Neuner |

|                       |           |                                     |
| Adler 75’ Dinauer 88’ | Marcatori | 50’ Patzke 54’ Lünsmann 87’ Mischke |

| Arbitro: | Berg |

|               |           |  |
| Halvorsen 25’ | Marcatori |  |

| Arbitro: | Birlenbach |

|                                 |           |  |
| Heskamp 12’ Voigt 61’ Glöde 90’ | Marcatori |  |

| Arbitro: | Schmidhuber |

|                            |           |                |
| Greiser 57’ Kurtenbach 78’ | Marcatori | 37’ Regenbogen |

| Arbitro: | Ronig |

|             |           |                |
| Naumann 33’ | Marcatori | 49’, 75’ Gries |

| Arbitro: | Gangkofer |

|                                      |           |           |
| Zernicke 52’ Halvorsen 59’ Gries 79’ | Marcatori | 11’ Beyel |

| Arbitro: | Prengel |

|                                        |           |  |
| Yeboah 24’ (rig.) Krätzer 36’ Hach 86’ | Marcatori |  |

| Arbitro: | Matheis |

|                |           |          |
| Kretschmer 64’ | Marcatori | 43’ Bach |

| Arbitro: | Scheuerer |

|                                        |           |  |
| Mischke 38’ (aut.) Friz 45’ Hamann 77’ | Marcatori |  |

| Arbitro: | Broska |

|                       |           |  |
| Greiser 17’ Klaus 45’ | Marcatori |  |

#### Girone di ritorno
| Arbitro: | Rubel |

|                  |           |                                                   |
| Posipal 27’, 67’ | Marcatori | 24’, 43’, 47’ Gries 32’ Klaus 35’, 51’ Kretschmer |

| Arbitro: | Führer |

|                                  |           |          |
| Gries 27’, 40’, 61’ Gowitzke 51’ | Marcatori | 86’ Kuhl |

| Arbitro: | Eli |

|  |           |                          |
|  | Marcatori | 20’ Greiser 45’ Gowitzke |

| Berlino 16 dicembre 1989, ore 15:00 CET 23ª giornata | Hertha Berlino | 0 – 0 referto | Kickers Stoccarda | Stadio Olimpico (12 437 spett.)\| Arbitro: \| Theobald \| |
| Arbitro:                                             | Theobald       |               |                   |                                                           |

| Arbitro: | Berg |

|  |           |                                   |
|  | Marcatori | 53’ Klaus 75’ Halvorsen 84’ Kruse |

| Arbitro: | Amerell |

|                  |           |  |
| Kruse 78’ (rig.) | Marcatori |  |

| Arbitro: | Schmidhuber |

|                                            |           |                |
| Schlipper 24’ Lyutiy 26’ Borodjuk 68’, 76’ | Marcatori | 85’ Kretschmer |

| Arbitro: | Scheuerer |

|                                |           |  |
| Kruse 14’ Patzke 57’ Klaus 77’ | Marcatori |  |

| Arbitro: | Schmidt |

|  |           |           |
|  | Marcatori | 7’ Patzke |

| Arbitro: | Pauly |

|                          |           |  |
| Klaus 77’ Gries 78’, 86’ | Marcatori |  |

| Arbitro: | Ronig |

|  |           |                        |
|  | Marcatori | 21’ Lünsmann 45’ Kruse |

| Arbitro: | Bruch |

|                         |           |  |
| Klaus 4’ Kruse 26’, 84’ | Marcatori |  |

| Essen 21 aprile 1990, ore 15:00 CEST 32ª giornata | Rot-Weiss Essen | 0 – 0 referto | Hertha Berlino | Georg-Melches-Stadion (8 000 spett.)\| Arbitro: \| Steinborn \| |
| Arbitro:                                          | Steinborn       |               |                |                                                                 |

| Arbitro: | Dardenne |

|              |           |             |
| Gowitzke 11’ | Marcatori | 28’ Pospich |

| Arbitro: | Umbach |

|             |           |           |
| Rusayev 88’ | Marcatori | 85’ Gries |

| Arbitro: | Assenmacher |

|                                             |           |  |
| Halvorsen 3’ Patzke 17’ Klaus 27’ Kruse 75’ | Marcatori |  |

| Arbitro: | Neuner |

|                                                    |           |           |
| Bach 11’ Kügler 25’ Banach 33’, 44’ Tschiskale 67’ | Marcatori | 56’ Gries |

| Arbitro: | Werner |

|                                   |           |  |
| Mischke 43’ Gries 52’ Greiser 56’ | Marcatori |  |

| Arbitro: | Löwer |

|                         |           |  |
| Hecking 28’ (rig.), 68’ | Marcatori |  |

### Coppa di Germania
| Arbitro: | Dix |

|             |           |               |
| Waldeck 20’ | Marcatori | 39’ Halvorsen |

| Arbitro: | Mölm |

|  |           |              |
|  | Marcatori | 48’ Tischler |

## Statistiche

### Statistiche di squadra
| Competizione      | Punti | In casa | In casa | In casa | In casa | In casa | In casa | In trasferta | In trasferta | In trasferta | In trasferta | In trasferta | In trasferta | Totale | Totale | Totale | Totale | Totale | Totale | DR  |
| Competizione      | Punti | G       | V       | N       | P       | Gf      | Gs      | G            | V            | N            | P            | Gf           | Gs           | G      | V      | N      | P      | Gf     | Gs     | DR  |
| ----------------- | ----- | ------- | ------- | ------- | ------- | ------- | ------- | ------------ | ------------ | ------------ | ------------ | ------------ | ------------ | ------ | ------ | ------ | ------ | ------ | ------ | --- |
| 2. Bundesliga     | 53    | 19      | 14      | 5       | 0       | 39      | 9       | 19           | 8            | 4            | 7            | 26           | 30           | 38     | 22     | 9      | 7      | 65     | 39     | +26 |
| Coppa di Germania | -     | 1       | 0       | 0       | 1       | 0       | 1       | 1            | 0            | 1            | 0            | 1            | 1            | 2      | 0      | 1      | 1      | 1      | 2      | -1  |
| Totale            | 53    | 20      | 14      | 5       | 1       | 39      | 10      | 20           | 8            | 5            | 7            | 27           | 31           | 40     | 22     | 10     | 8      | 66     | 41     | +25 |

### Andamento in campionato
| Giornata  | 1 | 2 | 3 | 4 | 5 | 6 | 7 | 8 | 9 | 10 | 11 | 12 | 13 | 14 | 15 | 16 | 17 | 18 | 19 | 20 | 21 | 22 | 23 | 24 | 25 | 26 | 27 | 28 | 29 | 30 | 31 | 32 | 33 | 34 | 35 | 36 | 37 | 38 |
| --------- | - | - | - | - | - | - | - | - | - | -- | -- | -- | -- | -- | -- | -- | -- | -- | -- | -- | -- | -- | -- | -- | -- | -- | -- | -- | -- | -- | -- | -- | -- | -- | -- | -- | -- | -- |
| Luogo     | C | T | C | T | C | T | C | T | C | T  | C  | T  | C  | T  | C  | T  | C  | T  | C  | T  | C  | T  | C  | T  | C  | T  | C  | T  | C  | T  | C  | T  | C  | T  | C  | T  | C  | T  |
| Risultato | V | N | V | P | V | V | N | N | N | V  | V  | P  | V  | V  | V  | P  | N  | P  | V  | V  | V  | V  | N  | V  | V  | P  | V  | V  | V  | V  | V  | N  | N  | N  | V  | P  | V  | P  |
| Posizione | 2 | 4 | 5 | 7 | 6 | 5 | 6 | 7 | 6 | 3  | 3  | 4  | 4  | 2  | 1  | 4  | 4  | 4  | 4  | 2  | 2  | 1  | 2  | 1  | 1  | 2  | 2  | 1  | 1  | 1  | 1  | 1  | 1  | 1  | 1  | 1  | 1  | 1  |

Legenda:

Luogo: C = Casa; T = Trasferta. Risultato: V = Vittoria; N = Pareggio; P = Sconfitta.

### Statistiche dei giocatori
!! colspan="4" | Totale

| Giocatore      | 2. Bundesliga | 2. Bundesliga | 2. Bundesliga | 2. Bundesliga | Coppa di Germania M. Aaltonen | Coppa di Germania M. Aaltonen | Coppa di Germania M. Aaltonen | Coppa di Germania M. Aaltonen | 12       | 0    | 2           | 0          | 2 | 0 | 0 | 0 | 14 | 0 | 2 | 0 |
| Giocatore      | Presenze      | Reti          | Ammonizioni   | Espulsioni    | Presenze                      | Reti                          | Ammonizioni                   | Espulsioni                    | Presenze | Reti | Ammonizioni | Espulsioni |   |   |   |   |    |   |   |   |
| T. Gowitzke    | 38            | 3             | 2             | 0             | 2                             | 0                             | 0                             | 0                             | 40       | 3    | 2           | 0          |   |   |   |   |    |   |   |   |
| D. Greiser     | 31            | 7             | 2             | 0             | 2                             | 0                             | 0                             | 0                             | 33       | 7    | 2           | 0          |   |   |   |   |    |   |   |   |
| T. Gries       | 38            | 18            | 2             | 0             | 2                             | 0                             | 1                             | 0                             | 40       | 18   | 3           | 0          |   |   |   |   |    |   |   |   |
| J. Halvorsen   | 32            | 4             | 9             | 1             | 1                             | 1                             | 1                             | 0                             | 33       | 5    | 10          | 1          |   |   |   |   |    |   |   |   |
| O. Holzbecher  | 0             | 0             | 0             | 0             | 0                             | 0                             | 0                             | 0                             | 0        | 0    | 0           | 0          |   |   |   |   |    |   |   |   |
| R. Holzer      | 15            | 0             | 1             | 0             | 0                             | 0                             | 0                             | 0                             | 15       | 0    | 1           | 0          |   |   |   |   |    |   |   |   |
| M. Jakobs      | 32            | 0             | 4             | 1             | 1                             | 0                             | 0                             | 0                             | 33       | 0    | 4           | 1          |   |   |   |   |    |   |   |   |
| W. Junghans    | 38            | 0             | 1             | 0             | 2                             | 0                             | 0                             | 0                             | 40       | 0    | 1           | 0          |   |   |   |   |    |   |   |   |
| E. Kaminski    | 1             | 0             | 0             | 0             | 0                             | 0                             | 0                             | 0                             | 1        | 0    | 0           | 0          |   |   |   |   |    |   |   |   |
| F. Klaus       | 23            | 7             | 1             | 0             | 0                             | 0                             | 0                             | 0                             | 23       | 7    | 1           | 0          |   |   |   |   |    |   |   |   |
| S. Kretschmer  | 27            | 4             | 0             | 1             | 0                             | 0                             | 0                             | 0                             | 27       | 4    | 0           | 1          |   |   |   |   |    |   |   |   |
| A. Kruse       | 12            | 7             | 2             | 0             | 0                             | 0                             | 0                             | 0                             | 12       | 7    | 2           | 0          |   |   |   |   |    |   |   |   |
| S. Kuhlow      | 10            | 1             | 0             | 0             | 2                             | 0                             | 0                             | 0                             | 12       | 1    | 0           | 0          |   |   |   |   |    |   |   |   |
| D. Kurtenbach  | 13            | 2             | 4             | 0             | 1                             | 0                             | 0                             | 0                             | 14       | 2    | 4           | 0          |   |   |   |   |    |   |   |   |
| M. Lünsmann    | 33            | 3             | 1             | 0             | 2                             | 0                             | 0                             | 0                             | 35       | 3    | 1           | 0          |   |   |   |   |    |   |   |   |
| F. Mischke     | 35            | 2             | 4             | 0             | 2                             | 0                             | 0                             | 0                             | 37       | 2    | 4           | 0          |   |   |   |   |    |   |   |   |
| C. Niebel      | 27            | 0             | 4             | 0             | 1                             | 0                             | 0                             | 0                             | 28       | 0    | 4           | 0          |   |   |   |   |    |   |   |   |
| W. Patzke      | 33            | 5             | 8             | 0             | 2                             | 0                             | 0                             | 0                             | 35       | 5    | 8           | 0          |   |   |   |   |    |   |   |   |
| J. Rinke       | 7             | 1             | 1             | 0             | 1                             | 0                             | 0                             | 0                             | 8        | 1    | 1           | 0          |   |   |   |   |    |   |   |   |
| H. Rombach     | 8             | 0             | 0             | 1             | 1                             | 0                             | 0                             | 0                             | 9        | 0    | 0           | 1          |   |   |   |   |    |   |   |   |
| D. Scheinhardt | 1             | 0             | 0             | 0             | 0                             | 0                             | 0                             | 0                             | 1        | 0    | 0           | 0          |   |   |   |   |    |   |   |   |
| S. Täuber      | 4             | 0             | 0             | 0             | 0                             | 0                             | 0                             | 0                             | 4        | 0    | 0           | 0          |   |   |   |   |    |   |   |   |
| R. Unglaube    | 5             | 0             | 0             | 0             | 0                             | 0                             | 0                             | 0                             | 5        | 0    | 0           | 0          |   |   |   |   |    |   |   |   |
| M. Zernicke    | 13            | 1             | 1             | 0             | 2                             | 0                             | 0                             | 0                             | 15       | 1    | 1           | 0          |   |   |   |   |    |   |   |   |